# Мадона деј Монти (Милано)
Мадона деј Монти је насеље у Италији у округу Милано, региону Ломбардија.
Према процени из 2011. у насељу је живело 42 становника. Насеље се налази на надморској висини од 141 м.